# Popran National Park
Popran National Park är en park i Australien. Den ligger i delstaten New South Wales, i den sydöstra delen av landet, omkring 53 kilometer norr om delstatshuvudstaden Sydney. Arean är 40 kvadratkilometer.
Närmaste större samhälle är Narara, omkring 15 kilometer öster om Popran National Park. 
I omgivningarna runt Popran National Park växer i huvudsak städsegrön lövskog. Runt Popran National Park är det ganska tätbefolkat, med 166 invånare per kvadratkilometer. Genomsnittlig årsnederbörd är 1 286 millimeter. Den regnigaste månaden är februari, med i genomsnitt 201 mm nederbörd, och den torraste är juli, med 36 mm nederbörd.